# 碰拳

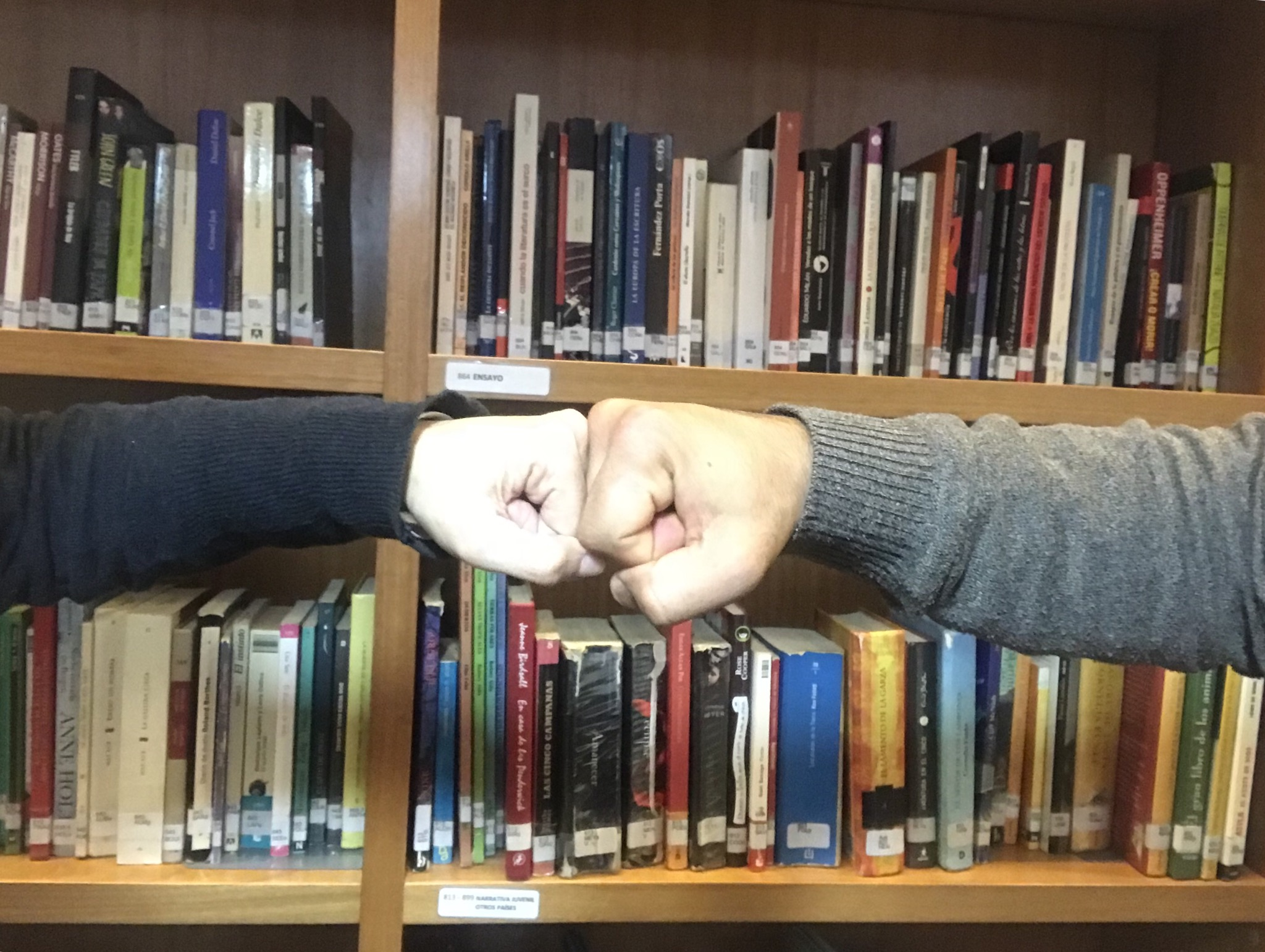
碰拳的演示

碰拳（也叫击拳）是一种跟握手或击掌意义类似的友好手势及动作。碰拳也可以表示尊重或认可，以及两个人之间的友谊关系。它通常用于体育运动中，作为在比赛开始或结束时与队友和对手球员庆祝或感谢的一种形式。

## 定义
根据韦氏词典的说法，碰拳是指两个人将拳头相互碰撞的行为（如问候或庆祝）。
譬如，当二人各自用手握拳后，然后将他们的拳头前部相击，就是一种方法。与通常只用右手进行的握手不同，碰拳可以用任意一手。

## 历史
欧洲史上的碰拳可以追溯到拳击手在比赛开始时被要求触摸相互的手套。同时，飞镖选手们也用握着尖头迷你箭头的拳头碰撞。这种动作可能是在现代城市篮球场上产生的，并在20世纪70年代由篮球运动员弗雷德卡特推广开来。
棒球名人堂成员斯坦·穆休在五六十年代时使用碰拳作为握手的一种替代方式。他认为因为自己每年与数千人握手时而沾上致病菌，所以经常得感冒，因此他采用了碰拳作为友好的替代方法。

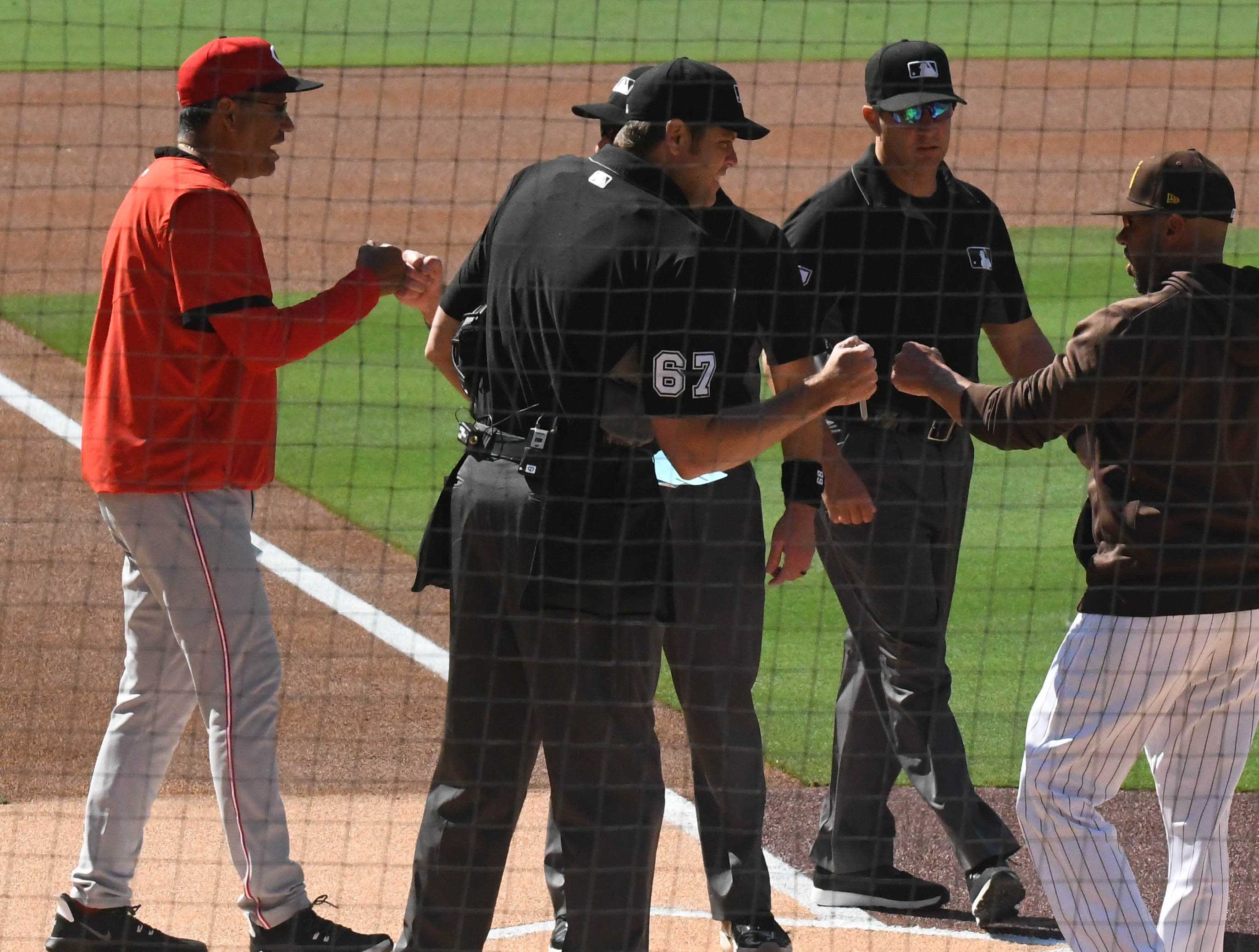
运动员用碰拳向裁判致意